# 톈진 세계금융센터
천진 타워 또는 진 타워(중국어:津塔, 병음:Jīntǎ) 또는 톈진 세계 금융 센터(중국어:天津环球金融中心 ; 병음:Tiānjīn Huánqiú Jīnróng Zhōngxīn)(Tianjin World Financial Center)는 중화인민공화국 톈진시 화평 사업 지구에 위치한 마천루이다.

지상 74층, 337m의 마천루로 2014년 현재 완공된 건물 중에서는 톈진 시에서 가장 높다.

## 갤러리

사진
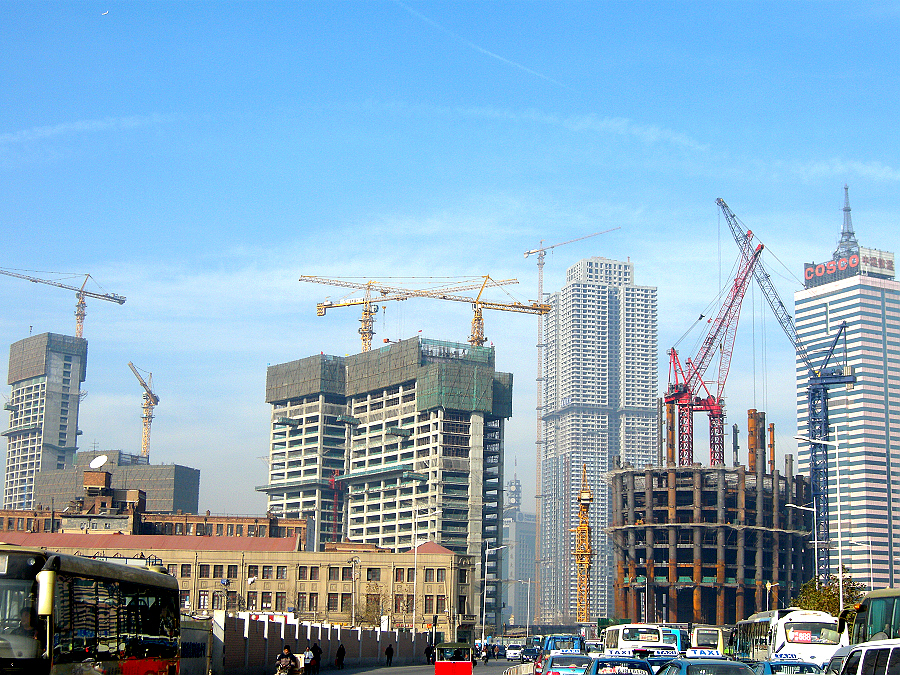
2008년 11월 28일
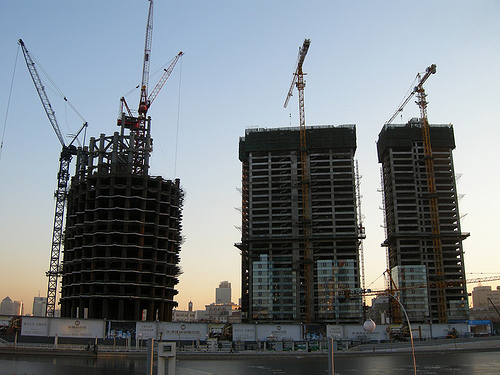
2009년 1월 6일
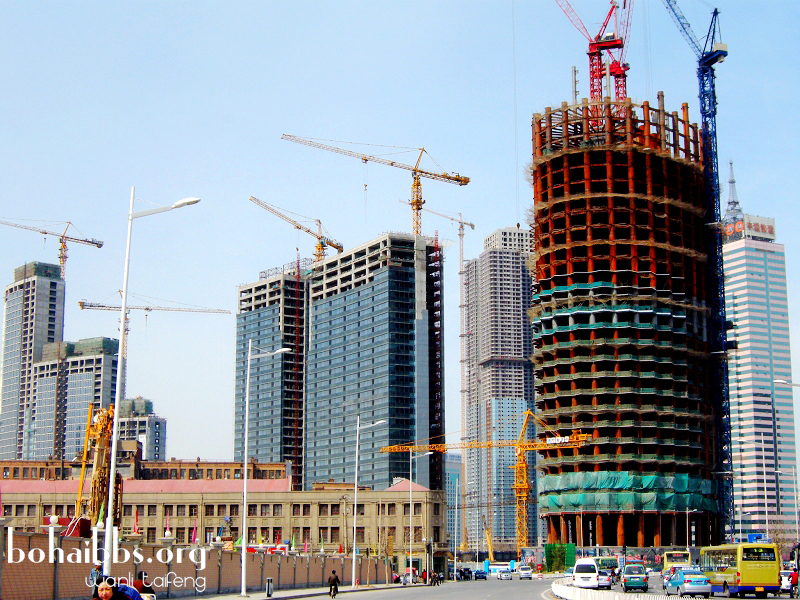
2009년 3월 26일
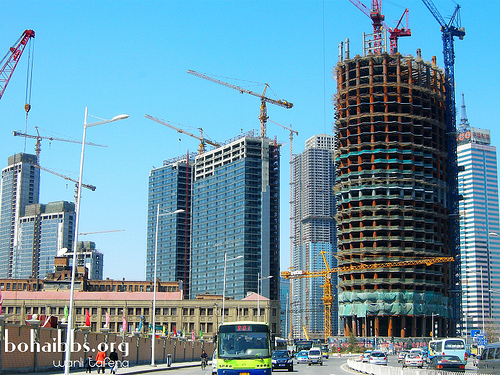
2009년 4월 1일
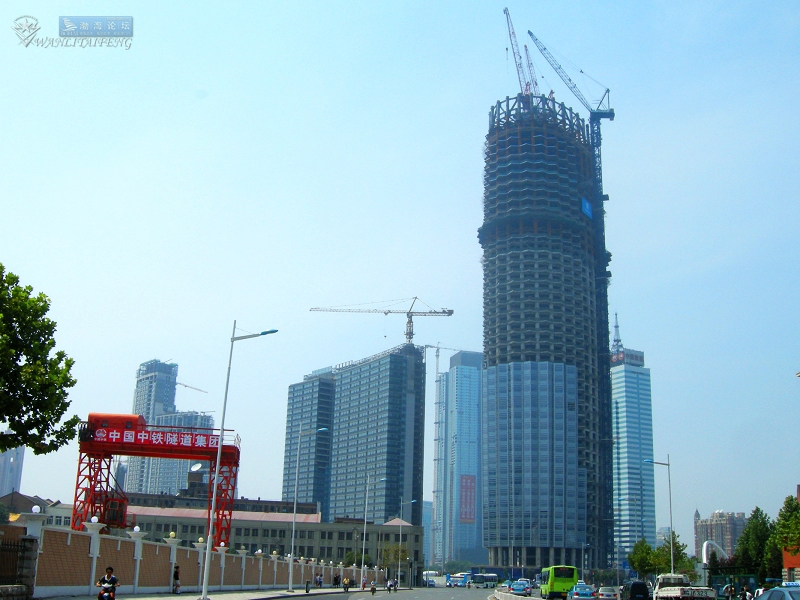
2009년 7월 10일
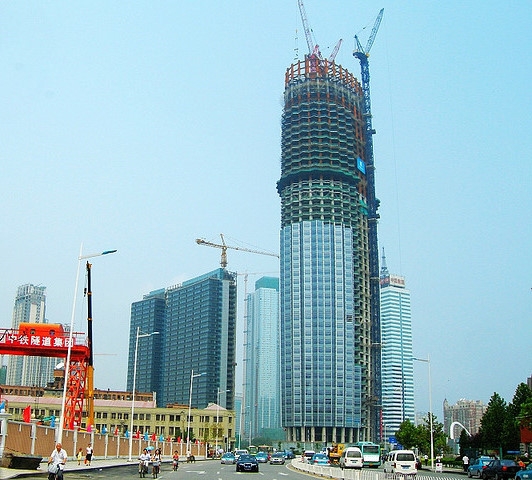
2009년 7월 31일
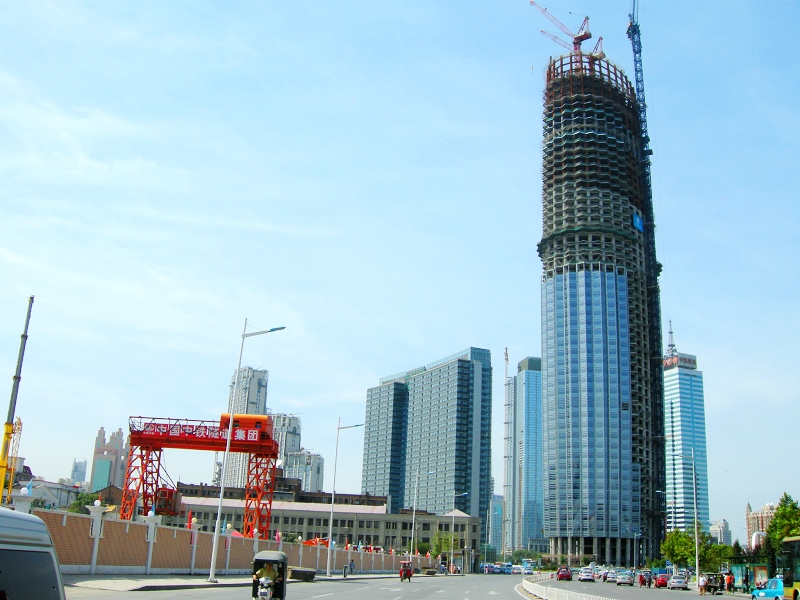
2009년 8월 28일
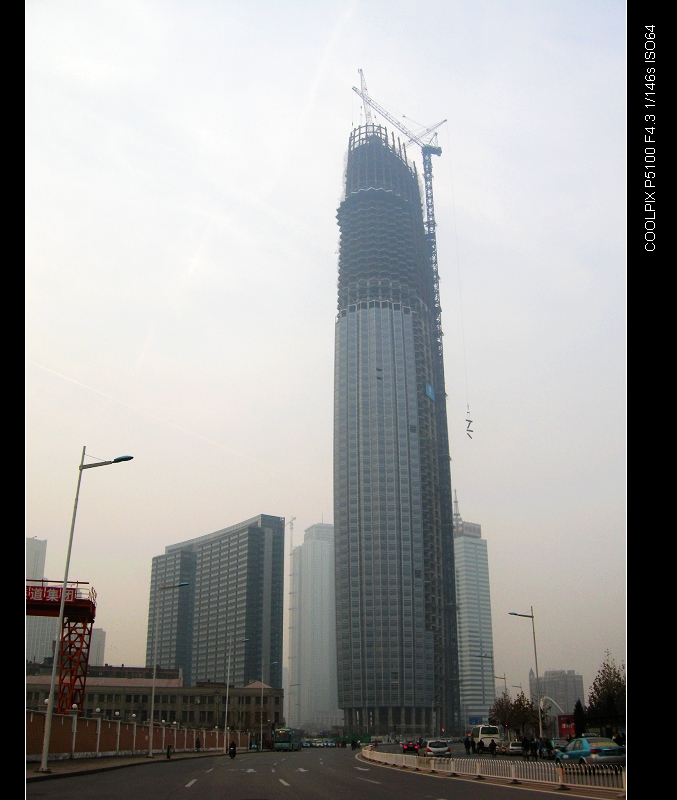
2009년 11월 26일
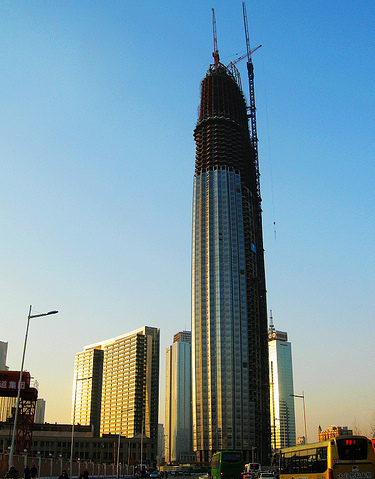
2009년 12월 31일

## 같이 보기
- 세계 금융 센터
- 상하이 세계금융센터
- 골딘 파이낸스 117